# Apocephalus prolatus
Apocephalus prolatus är en tvåvingeart som beskrevs av Brown 1993. Apocephalus prolatus ingår i släktet Apocephalus och familjen puckelflugor. Inga underarter finns listade i Catalogue of Life.